# Aymard de Cluny
Aymard de Cluny, também conhecido como Aymardus de Cluny foi o terceiro abade de Cluny. Sua festa é 5 de outubro.

## Eleição
Muito pouco se sabe sobre sua vida e as únicas referências vêm das biografias de Odo de Cluny ou Majolus de Cluny.
Odo, o segundo Abade de Cluny, passou muito tempo na Itália nos últimos cinco anos de sua vida. Pensa-se que Aymardus deve ter sido nomeado como substituto de Odo na administração do mosteiro durante este tempo enquanto ele estava fora.
Quando Odo morreu no ano 942, os outros monges de Cluny queriam que seu prior, Hildebrand, se tornasse abade, mas Hildebrand se recusou a se tornar abade. Então, eles elegeram Aymardus para ser abade. No dia de sua eleição, Aymardus foi supostamente visto entrando no mosteiro conduzindo um cavalo carregando peixes, e os monges ficaram tão impressionados com a visão que imediatamente o elegeram abade.

## Abade de Cluny
Como Odo e Berno antes dele, Aymardus também se dedicou a defender a Regra de São Bento de uma forma imaculada. Porém, ao contrário de Odo, Aymardus deu mais atenção às questões materiais do mosteiro e se esforçou para organizar os presentes que o mosteiro recebia de forma prática. A propriedade de Cluny se expandiu em seu tempo como abade e ele foi lembrado por ter boas habilidades organizacionais em todas as propriedades que pertenciam ao mosteiro.
Dois mosteiros adicionais ficaram sob a jurisdição de Cluny quando Aymardus era abade, que eram Celsiniacus (Sauxillanges) e a Abadia de St Amand's perto de St Paul-Trois-Chateaux.

## Cegueira
Aymardus ficou cego em seus últimos anos e renunciou ao cargo de abade no ano 954; ele ainda tinha onze anos restantes de sua vida. Dizem que ele suportou sua cegueira sem fazer a menor reclamação a respeito.
Aymardus convocou os monges a eleger um novo abade e instou-os a eleger Majolus de Cluny, e assim o fizeram. Ele disse: 'Doente, cego e cansado, não posso mais ser responsável pelos interesses do mosteiro, nem zelar adequadamente por seu bem-estar. Pois é bem sabido que não apenas o espírito de bravura dos soldados deriva de sua espécie, e sua coragem, de sua magnanimidade e ousadia, mas que se ele, seu líder, for negligente, eles também perderão sua virtude. A saúde de todo o corpo está na cabeça e, se é saudável, os membros também o são. Se o rei perder a coragem, todos os seus seguidores, mesmo os mais fortes e viris, serão dominados por medos femininos. Se a cabeça é ferida, todo o corpo sofre. Agora, eu que o conduzo na milícia celestial perante toda a igreja, zelo por seu bem-estar como seu chefe. Estou velho, enfermo, cego e não posso mais manter essa responsabilidade. Exercite, portanto, sua discrição e escolha um pai que irá conduzi-lo no caminho de Deus, e como uma coluna de luz na noite da ofensa guiará seus passos. Pois, se um navio sem leme não pode alcançar o porto, tampouco as vossas almas sem piloto.
Majolus inicialmente hesitou por três dias em aceitar a posição de abade, mas acabou cedendo e aceitando.
Depois que Majolus se tornou abade, Aymardus foi viver o resto de seus anos na enfermaria. Uma história sobre ele diz que um dia ele queria um pedaço de queijo e pediu a um monge que fosse até a adega para pegá-lo. O monge respondeu que ter tantos abades era um incômodo e ele não podia seguir todas as suas ordens. Ele então meditou sobre o insulto e pediu para ser levado à casa do capítulo. Aproximou-se de Majolus e disse 'Irmão Majolus, não te coloquei sobre mim para que me perseguisse, ou me desse ordens como um mestre ordena a um escravo, mas para que, como filho, tenhas compaixão de teu pai.' e depois de muitas outras palavras, ele disse: 'És realmente meu monge?' Majolus respondeu que sim e Aymardus disse: 'Se assim for, desista do seu assento e tome o que tinha antes.' Imediatamente Majolus obedeceu e Aymardus sentou-se na cadeira do abade. Ele então acusou o monge que não lhe deu o pedaço de queijo e o chamou para fazer penitência. Em seguida, ele se levantou da cadeira do abade e ordenou que Majolus voltasse e se sentasse novamente.
O nome de Aymardus ainda aparece nos registros de Cluny como abade por anos após sua renúncia, mas poucos detalhes são conhecidos sobre ele nesse período. Ele morreu no ano 965.